# Förenta nationernas klimatkonferens 2016

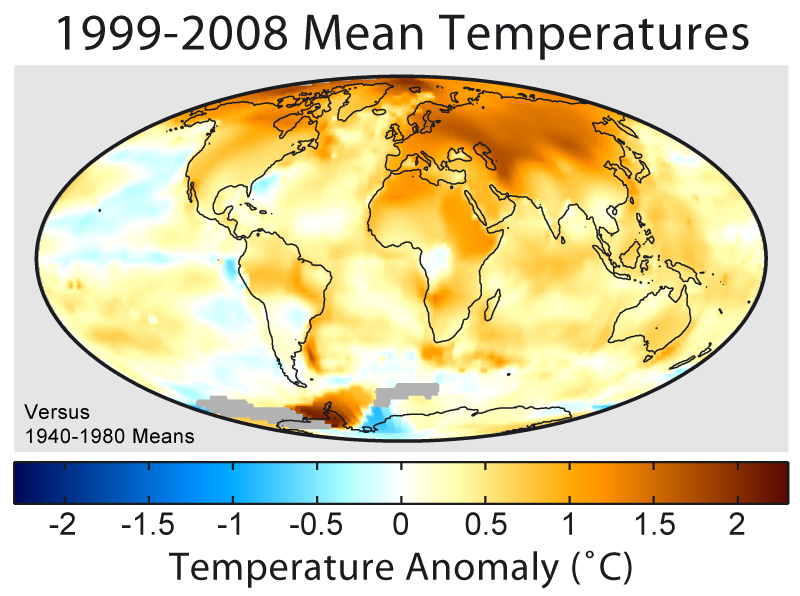
Avvikelser i den globala medeltemperaturen under perioden 1999 till 2008 jämfört med medeltemperaturen från 1940 till 1980.

Förenta nationernas klimatkonferens 2016 (COP22) pågick  mellan den 7 och 18 november 2016 i Marrakech, Marocko. Mötet samlade länder som är del av FN:s klimatkonvention (UNFCCC) från 1992 och är den 22:a i ordningen. Dessutom fungerade mötet som uppföljning till Kyotoprotokollet som började gälla 2005 och Parisavtalet som trädde i kraft bara dagar före mötets öppnande.
Klimatkonferenserna är en del i att skapa globala avtal för att minska den globala uppvärmningen. Mötet 2016 handlade främst om hur målen som sattes upp i Parisavtalet ska nås: då beslutades att den globala medeltemperaturen inte ska överstiga två grader (det så kallade tvågradersmålet). Andra utmaningar var hur olika mekanismer i avtalet ska fungera, exempelvis att länder själva ska utlova allt hårdare utsläppsminskningar.
Redan innan mötet började kritiserades att representanter från fossilberoende företag fick delta på konferensen, liksom att världens största fossilproducenter var representerade. Detta skulle kunna äventyra förhandlingarna enligt bedömare som pekade på att en del av företagen hade sponsrat så kallade klimatskeptiker. Exempelvis Australien, EU och USA menade istället att det var viktigt att hålla konferensen öppen för alla intressen.